# ويليام آرثر لويس

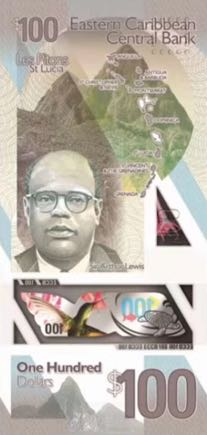
صورة آرثر لويس على ورقة نقدية بقيمة 100 دولار لشرق الكاريبي

ويليام آرثر لويس (William Arthur Lewis)ء (23 يناير 1915 - 15 يونيو 1991)، هو خبير اقتصادي أمريكي، حاصل على جائزة نوبل في العلوم الاقتصادية عام 1979.
عمل أستاذًا في سانت لوسيا في 23 يناير 1915 وكان والداه مدرسان هاجرا من أنتيغوا وباربودا منذ 1905. وتوفى والده عندما كان في السابعة تاركا ارملة وخمسة أبناء تتراوح اعمارهم بين خمسة إلى سبعة عشر. إلا أن لويس ترك المدرسة في سن 14 بعد استكمال المناهج الدراسية وذهب إلى العمل ككاتب في الخدمة المدنية وكانت وجهته المقبلة امتحان لحكومة سانت لوسيا الدراسية للجامعات البريطانية وفي عام 1932 فاز بالمنحة وفي النهاية قرر دراسة إدارة الاعمال فذهب إلى مدرسة لندن للاقتصاد وحصّل درجة بكالوريوس في التجارة والمحاسبة.
في 1938 منح درجة الدكتوراه في الاقتصاد مع مرتبة الشرف الأول وقد تحول بعد اربع سنوات إلى أستاذ مساعد وفي عام 1948 كان استاذا متفرغا في جامعة مانشستر. حتى ذهب إلى مانشستر في مجال دراسة الاقتصاد الصناعي ونشر سلسلة من المقالات حول الموضوع في كتاب في عام 1949 وقدم البحث في ثلاثة مجالات: الاقتصاد الصناعي، الذي انخفض بعد عام 1948. في تاريخ الاقتصاد العالمي منذ عام 1870، منذ 1944 وما زالت تتابع. وفي اقتصاديات التنمية، التي لم تبدأ حتى عام 1950.
عمل رئيسا لقسم الاقتصاد بلندن ونشرت في كتاب عام 1949. وفي الفترة (1952 - 1957) نشر المقالات عن الإنتاج العالمي والتجارة والأسعار من (1870 إلى 1914) وفي 1963 عاد كاستاذ في جامعة برنستون وذهب إلى بربادوس حيث عمل على إنشاء مصرف التنمية الكاريبى ثم كانت العودة إلى برنستون في عام 1974 وكان يمضي الوقت في المستعمرات في مكتبه في قراءة التقارير الواردة من الأقاليم على المشاكل الزراعية والتعدين وما شابه ذلك ومقارنة مختلف الأقاليم إلا أن حشد من الطلاب الآسيويين والافارقة في مانشستر الذي حدد له محاضرة منهجيه عن تطوير الاقتصاد من حوالي 1950.
يذكر لويس انه حين خرج من بلدة كان قد طلب منه حل لمسألة ما الذي يحدد الأسعار النسبية من الفولاذ والبن من خلال المنفعة الجدية لأن ذلك يفترض أن الشركاء التجاريين لها نفس المهام الإنتاجية، القهوة لا تنمو في معظم البلدان المنتجة للصلب.و خلال السنوات الخمسين الأولى من الثورة الصناعية كانت الاجور الحقيقية في بريطانيا «لا أكثر أو أقل» بينما ارتفعت الأرباح والمدخرات. وهذا يمكن أن تكون متوافقه مع الإطار النيوكلاسيكي في أن زيادة الاستثمار وزيادة الاجور وخفض معدل العائد على رأس المال.
كان يسير في الطريق بانكوك وفي 1958 جاءت له فكرة أن كل المشاكل لها نفس الحلول. ومن ثم رمى بعيداً الإطار النيوكلاسيكي افتراض أن كمية عمل ثابتة. «العرض غير محدود من العمل» الاجور والحفاظ عليها إنتاج البن رخيص في الحالة الأولى وارتفاع الأرباح في الحالة الثانية. النتيجة هي ذاتها أو عالم اقتصاد، التي هي جزء من مستودع للعمالة الرخيصة الأخرى. حيث يحدث العرض من العمل تأتي في النهاية من الضغوط السكانية ومرحلة في دورة الديموغرافية.
نشر رسالته المتعلقة بهذا الموضوع في عام 1954 وقد استقبل مع التصفيق وصرخات الغضب. النجاح استغرق 25 عاما كتب فيها خمسة كتب والعديد من المقالات تقييم البيانات المتناقضه أو تطبيقه على حل المشاكل الأخرى توفى عام 1991 في سانت لوسيا.

## روابط خارجية
- ويليام آرثر لويس على موقع الموسوعة البريطانية (الإنجليزية)
- ويليام آرثر لويس على موقع مونزينجر (الألمانية)
- ويليام آرثر لويس على موقع إن إن دي بي (الإنجليزية)